# Ambidestria
Ambidestria é a qualidade de se ser igualmente habilidoso com os membros dos dois lados do corpo. A ambidestria não se limita apenas à capacidade de escrever com as duas mãos, ou chutar com os dois pés. A palavra ambidestro tem origem no latim, do prefixo ambi, que significa ambos, e dexter, que significa direito.
A ambidestria de nascença é bastante rara, entretanto ela pode ser aprendida. Muitos indivíduos ambidestros executam determinadas tarefas apenas com uma das mãos. O grau de versatilidade com cada uma das mãos é geralmente o fator determinante para a ambidestria. Cada lado do cérebro controla o lado oposto do corpo. O ambidestro, em alguns casos, hesita ante a decisão de qual mão escolher para realizar determinada tarefa.
Hoje em dia, é mais comum encontrar ambidestros entre as pessoas que nascem canhotas e são forçadas a executar tarefas utilizando a mão direita, principalmente durante a infância.
A ambidestria é estimulada em atividades que requerem uma boa habilidade com ambas as mãos, como lutas, natação e a execução de instrumentos musicais. Ou com os pés, por exemplo no futebol. Exemplos de futebolistas que jogam com os dois pés são, os portugueses Nani e Cristiano Ronaldo, o argentino Lionel Messi, o venezuelano Yeferson Soteldo, o croata Ivan Perišić, o alemão Marco Reus, os belgas Yannick Carrasco, Kevin De Bruyne e Eden Hazard, o argentino Emiliano Rigoni além de ex-jogadores como o meia francês Zinédine Zidane, o atacante italiano Alessandro Del Piero, o atacante brasileiro Pelé, o holandês Johan Cruijff, o norte irlandês George Best, o atacante argentino Sérgio Agüero e entre outros.